# Fourchette à salade

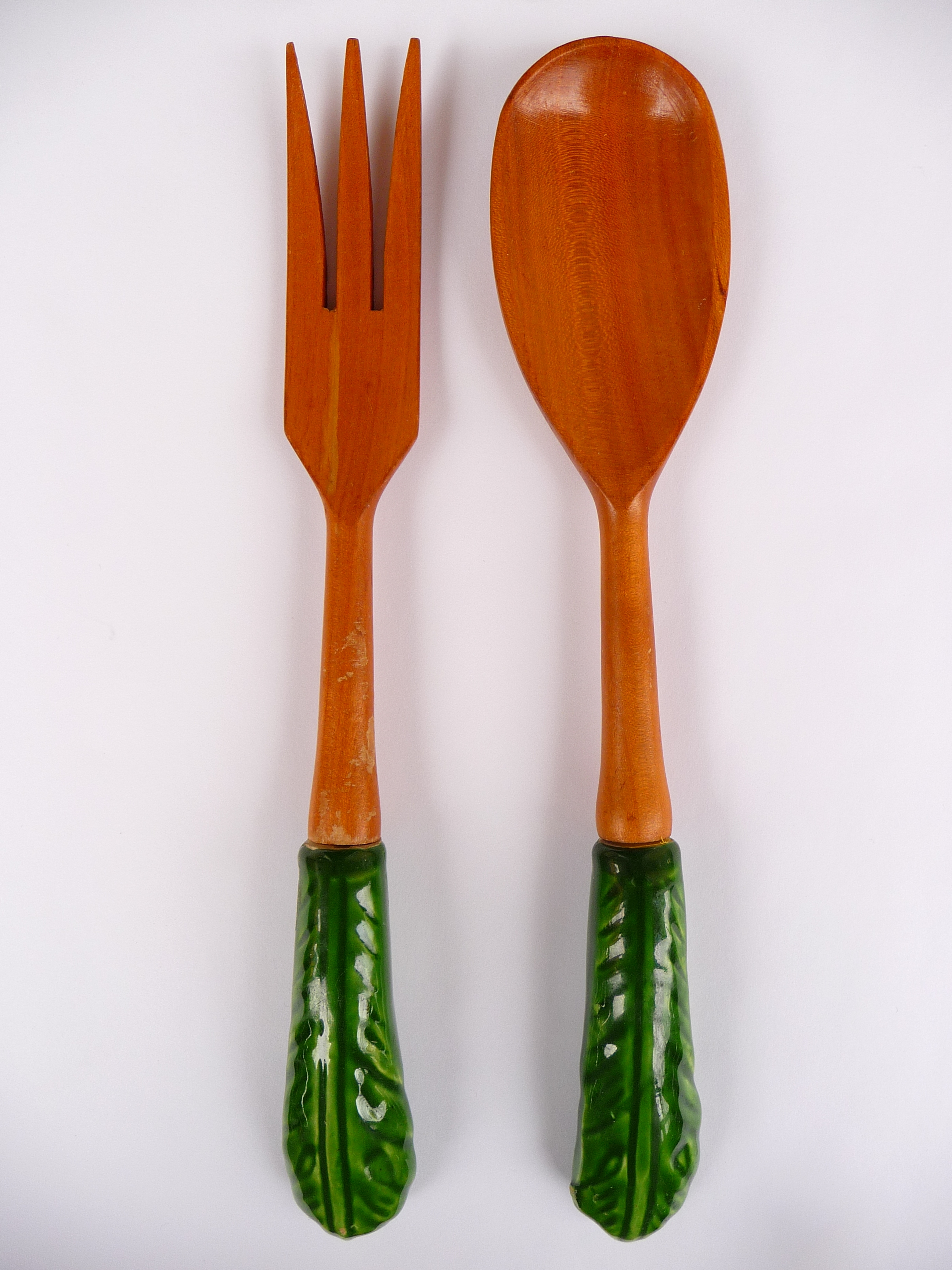
Fourchette et cuillère à salade.

La fourchette à salade est un couvert de service utilisé pour prélever de la salade verte, salade de riz, nouilles ou autre mets froid, généralement accompagnée d'une cuillère à salade, les deux formant pince. Plus grande qu'une fourchette classique, elle est souvent fabriquée en bois, en corne, en os ou en ivoire, qui résistent au vinaigre et, de nos jours, en plastique ou en inox. Elle possède ordinairement trois dents.